# Oribotritia brevisetosa
Oribotritia brevisetosa är en kvalsterart som beskrevs av Wojciech Niedbała 2003. Oribotritia brevisetosa ingår i släktet Oribotritia och familjen Oribotritiidae. Inga underarter finns listade i Catalogue of Life.